# Regiunea Nordjylland
Regiunea Nordjylland (Iutlanda de Nord) este o regiune în Danemarca formată în urma reformei ce a intrat în vigoare la 1 ianuarie 2007. Consistă din fostele amter Nordjyllands Amt, nordul Viborg Amt și o parte din Århus Amt.

## Comunele constituente
- Aalborg
- Brønderslev-Dronninglund
- Frederikshavn
- Hjørring
- Jammerbugt
- Læsø
- Mariagerfjord
- Morsø
- Rebild
- Thisted
- Vesthimmerland

1. ↑  Q76962527[*] Verificați valoarea |titlelink= (ajutor)